# 佐藤信 (演出家)
佐藤 信（さとう まこと、1943年8月23日 - ）は、日本の演出家・劇作家。寺山修司、唐十郎、鈴木忠志らとともに、アングラ演劇の代表的な人物として活動した。
映画ライターの佐藤結は娘。音楽プロデューサー、映像ディレクターの河内紀は義兄。

## 来歴
1943年、東京都新宿区生まれ。目黒第十中学校では安田南と同級生、東京都立駒場高等学校では加藤登紀子と同級生で同じ放送部だった。1965年早稲田大学第二文学部西洋哲学専修中退、劇団俳優座付属演劇研究所俳優座養成所を修了(14期)。1966年、串田和美・斎藤憐・吉田日出子らとアンダーグラウンドシアター自由劇場を創立。
1968年、六月劇場（津野海太郎・山元清多ら）、自由劇場、発見の会（瓜生良介ら）が共同しての「演劇センター68」（現・劇団黒テント）設立に加わる。1970年からは大型のテント劇場の中心的な演出家、劇作家として、1990年までの20年間、日本全国120都市におよぶ上演活動を展開。
初期の代表作『喜劇昭和の世界 三部作』(「阿部定の犬」「キネマと怪人」「ブランキ殺し・上海の春」1973年 - 1979年)をはじめ、独特な幻想的文体によって社会や歴史を批評する戯曲を執筆。その他の主な戯曲に「ハロー・ヒーロ」「あたしのビートルズ」「鼠小僧次郎吉」(5連作)「翼を燃やす天使たちの舞踏」「夜と夜の夜」「逆光線玉葱」「荷風のオペラ」「絶対飛行機」などがある。1986年には、山口小夜子が出演した「忘れな草」の演出、上演をおこなった。
演出家としては、自作のほか、ルイジ・ルナーリ(伊)、ベルナール＝マリ・コルテス(仏)、郭宝昆(シンガポール)、エドワード・ボンドなど、海外劇作家作品の日本初演、オペラ、シアターピース、日本舞踊、能、現代舞踊、人形芝居、レビューなど、多彩な分野の演出に取り組む。オペラの演出では、日中共同オペラ「魔笛」、「オペラ支倉常長『遠い帆』」「ルル」などを手がける。また「アジア演劇」「演劇ワークショップ」「演劇の公共性」「演劇と教育」などについての活動をおこなった。
民間、公共劇場開設について、劇場空間と制作現場を知る者として30年以上に渡り活動。銀座博品館劇場、1985年スパイラルホールの初代芸術監に、1989年オープンの東急文化村・オーチャードホール初代プロデューサーの一人に就任している。
公共ホールとまちづくりに関しては、碧南市文化村、いわき芸術文化交流館などの公共ホール開設に携わるとともに、世田谷パブリックシアター劇場監督(1997年 - 2002年)、座・高円寺(杉並区立杉並芸術会館）初代芸術監督(2009年 -2023年 )、久留米シティプラザ久留米市参与(2012年 - )をつとめ、地域の子どもたちや住民のためのワークショップ、開館後の地域商店街との連携した大道芸フェスティバルを立ち上げた。
国内、アジア各地(インド、インドネシア、中国、香港など)での演劇(コミュニケーション)ワークショップを実践するほか、1998年から2009年まで、東京学芸大学教授として、演劇と教育、演劇ワークショップ研究をおこなった。また、座・高円寺では、次世代の公共劇場の担い手を育てる、「劇場創造アカデミー」(二年制)を創設し、全国の公共劇場、および立教大学などの教育機関と連携した専門家教育に取り組んでいる。
1980年代初頭から、香港、インドネシア、マレーシア、タイ、フィリピンなど、東南アジアを中心を中心とする近隣諸国の演劇人との交流や作品創造をおこなう。1990年代からは、ヨーロッパ各国の演劇祭での作品上演および共同制作にも取り組んでいる。
2017年6月、横浜市中区に民間アートセンター若葉町ウォーフを設立。
日印国交樹立50周年記念プログラムダンス01公演 『ダンス東風 舟もなく』の演出、日中合作オペラ「魔笛　まほうのふえ」（1989年東京公演、1991年北京公演）のプロデューサー、演出。2010年に開催された上海万博日本政府館、演出。2011年～ 中国江蘇省演芸集団崑劇院との共同企画「朱鷺フェスティバル」での継続的なワークショップと作品上演。2013年 - 北京蓬蒿劇場（Penghao Theatre）との共同企画でワークショップ、作品上演。個人劇団「鴎座」主宰、劇団黒テント 演出部、若葉町ウォーフ代表。

## 主な演劇作品
- 1986年「忘れな草」演出
- 2000年 世田谷パブリックシアター サミュエル・ベケット『ゴドーを待ちながら』美術・演出
- 2005年 劇団黒テント ベルナール=マリ・コルテス『ロベルト・ズッコ』演出
- 2006年 鴎座 ハイナ・ミューラー『ハムレット／マシーン』美術・演出
- 2008年 あうるすぽっと ウジェーヌ・イヨネスコ『瀕死の王』美術・演出
- 鴎座 ゲオルグ・ビューヒナー『ダントンの死について』演出
- 2009年 びわ湖ホール　アルバン・ベルク　オペラ『ルル』美術・演出
- 2010年 座・高円寺 斎藤憐『アメリカン・ラプソディ』美術・演出
- 2011年 座・高円寺 宮沢賢治原作『ふたごの星』脚本・演出
- 鴎座 郭宝昆『The Spirits Play 霊戯』 構成・演出・美術
- 2012年 南京崑劇院『駅』構成・演出
- 2013年 座・高円寺 『リア』上演台本・演出
- 座・高円寺 『ピン・ポン』構成・演出
- 鴎座『しあわせ日和』『森の直前の夜』

## 著書
- 『眼球しゃぶり』（演劇論集　晶文社）
- 『あたしのビートルズ』（戯曲集　晶文社）
- 『嗚呼鼠小僧次郎吉』（第16回岸田國士戯曲賞受賞）（戯曲集　晶文社）
- 『喜劇阿部定』（戯曲集　晶文社）
- 『キネマと怪人』（戯曲集　晶文社）
- 『ブランキ殺し・上海の春』（戯曲集　晶文社）
- 『夜と夜の夜』（戯曲集　晶文社）
- 『学校という劇場から』(編)（論創社　2011年）

## 受賞歴
- 1969年 第4回紀伊國屋演劇賞（個人賞）『鼠小僧次郎吉』『おんな殺し あぶらの地獄』
- 1971年 第16回岸田國士戯曲賞『鼠小僧次郎吉』
- 1991年 第10回中島健蔵音楽賞『まほうのふえ 魔笛』など
- 2003年 日本ペンクラブ賞『ルル』
- 2019年 第30回福岡アジア文化賞芸術・文化賞。